# Grijpstaart

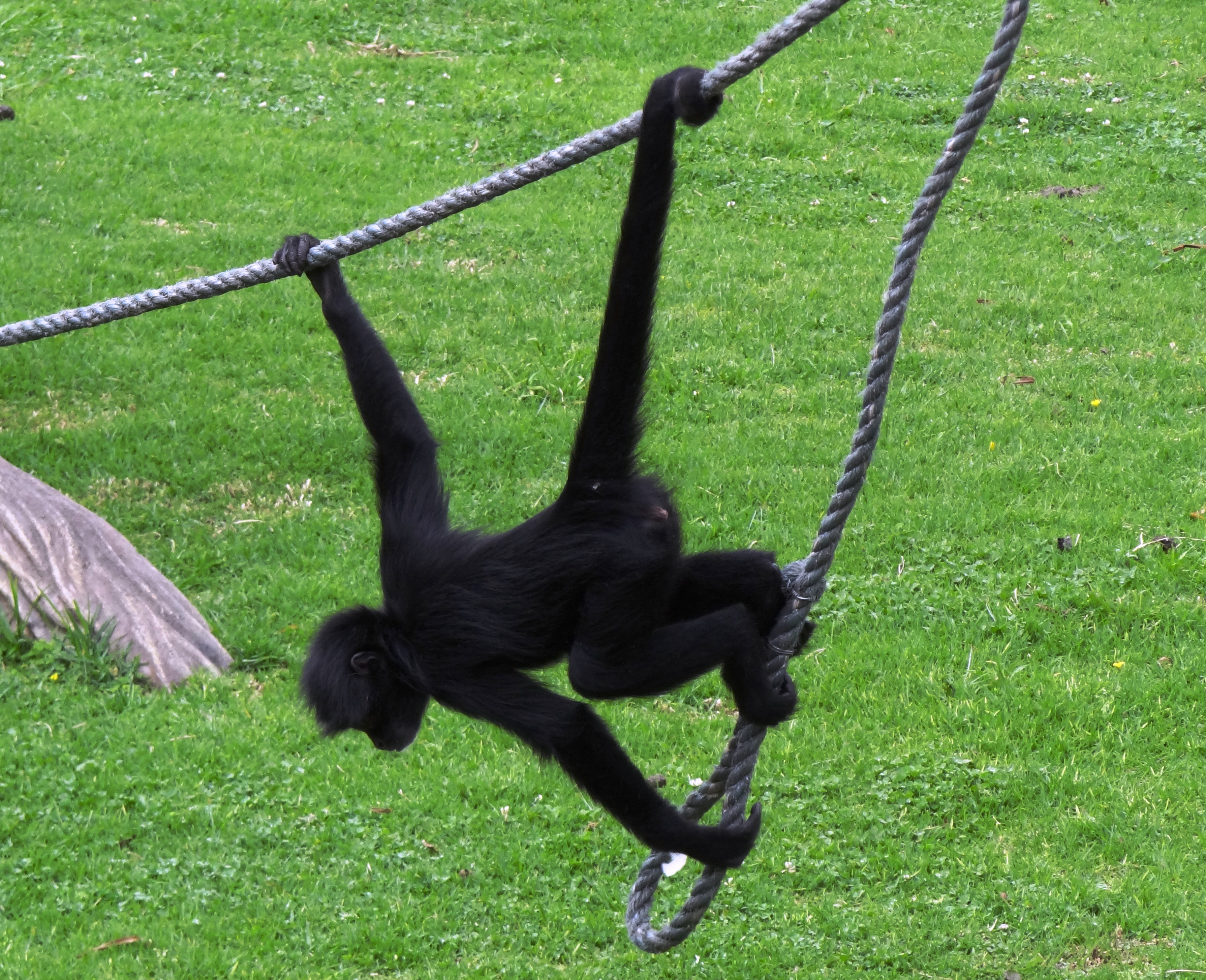
Jonge bruinkopslingeraap (Ateles fusciceps) gebruikt zijn grijpstaart als vijfde ledemaat.

Een grijpstaart is de staart van een dier die is aangepast aan het vastgrijpen of vasthouden van objecten. Zo vormt de staart een 'vijfde ledemaat'. Deze staart wordt vooral gevonden bij dieren die in bomen leven. De staart dient dan als hulp bij het klimmen of als anker zodat het dier met zijn volle gewicht aan de staart kan hangen. Sommige dieren kunnen met hun grijpstaart ook objecten vastpakken en verplaatsen.

## Anatomie en fysiologie
Alhoewel sommige ongewervelden zoals schorpioenen ook een staart hebben, worden grijpstaarten alleen aangetroffen bij gewervelde dieren, voornamelijk zoogdieren, slangen en enkele hagedis- en salamandersoorten, maar ook bij zeepaardjes en andere vissen uit de familie Syngnathidae. Bij zoogdieren heeft de staart vaak een kale plek voor de grip.

## Ecologie
Grijpstaarten komen voornamelijk voor bij klimmende dieren, omdat de staart hen extra grip geeft. De meeste dieren met een grijpstaart zijn bewoners van de boomkruin. De eigenschap wordt voornamelijk waargenomen bij dieren uit de regenwouden van de Nieuwe Wereld. Zo heeft geen enkele apensoort in de Oude Wereld een grijpstaart, maar verscheidene soorten uit de Nieuwe Wereld wel. Gedacht wordt dat dit komt, omdat het bos hier dichter is dan in Afrika of Zuidoost-Azië en meer lianen bevat. In de meer open bossen van Zuidoost-Azië komen weer veel meer zwevende dieren voor. In Australië en Nieuw-Guinea komen daarentegen zowel dieren met grijpstaarten als dieren met een zweefhuid voor.

## Dieren met grijpstaarten

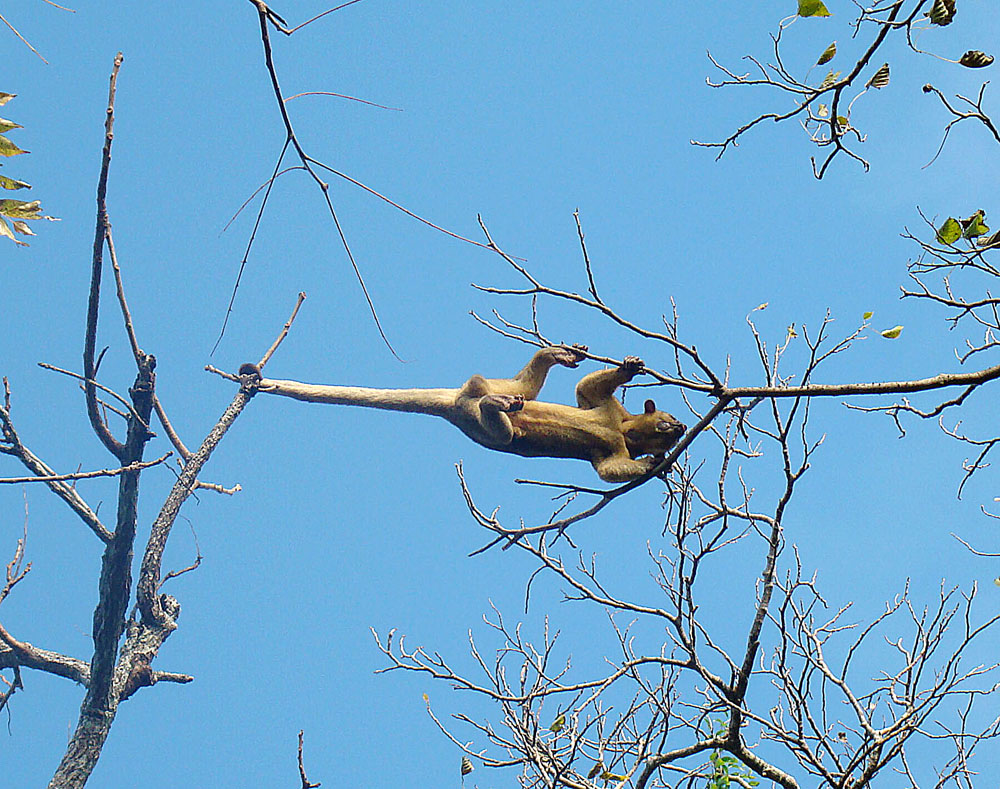
Rolstaartbeer of kinkajoe (Potos flavus).

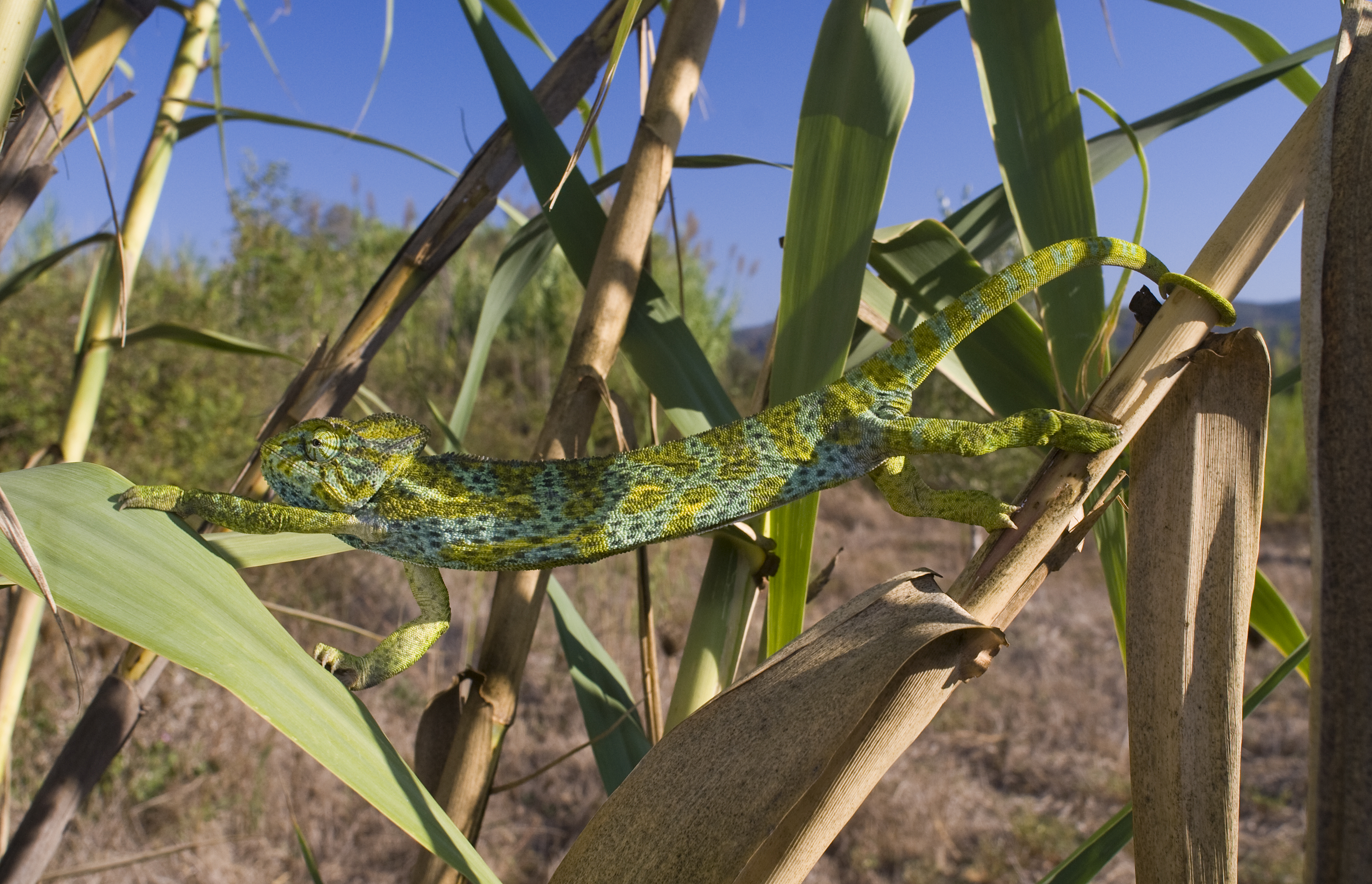
Een kameleon, Chamaeleo africanus, houdt een rietstengel vast met zijn grijpstaart.

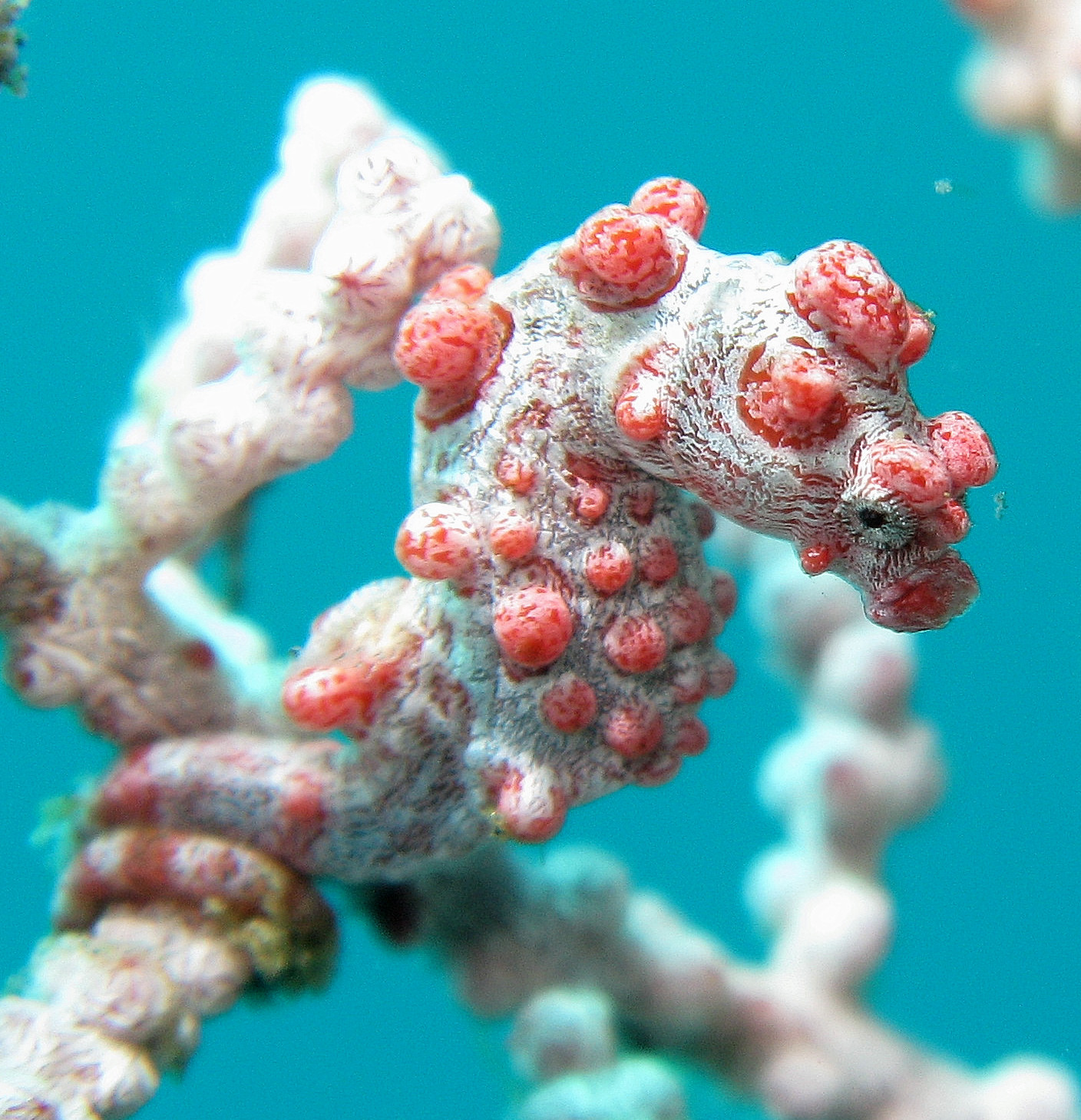
Hippocampus bargibanti, een soort dwergzeepaardje, houdt zich vast aan koraal.

### Zoogdieren
- Grijpstaartapen (Atelidae)
- Kapucijnapen (Cebus) hebben een staart die gedeeltelijk geschikt is voor grijpen. De kale plek ontbreekt echter, waardoor het voornamelijk gebruikt wordt bij het klimmen, niet om objecten mee te verplaatsen.
- Buidelratten (Didelphidae)
- Drie soorten miereneters: de dwergmiereneter (Cyclopes didactylus) en de boommiereneters (Tamandua)
- Boombewonende schubdieren (Manidae)
- Beermarter (Arctictis binturong)
- Kinkajoe (Potos flavus)
- Dwergmuis (Micromys minutus)
- Enkele soorten boomstekelvarkens, waaronder de grijpstaartstekelvarkens van het geslacht Coendou en het borstelstaartboomstekelvarken (Chaetomys subspinosus)

### Reptielen
- Veel soorten slangen (Serpentes)
- Kameleons (Chamaeleonidae)
- Solomonreuzenskink (Corucia zebrata)
- Wimpergekko (Correlophus ciliatus) en verwante soorten

### Amfibieën
- Klimmende salamanders (Aneides)

### Vissen
- Zeepaardjes en zeenaalden (Syngnathidae)